# Max Schrems
Maximilian "Max" Schrems, född 1987 i Salzburg, är en österrikisk internetaktivist som blivit känd för sin kritik av Facebook. Han uppmärksammades efter att han skrivit till Facebook och begärt ut all information om sig själv som företaget lagrat, och svaret blev ett dokument på 1222 sidor. Han har grundat facebookgruppen "Europe vs. Facebook" och genom sitt nätverk bland annat fått Facebook att tillåta alla användare att komma med synpunkter på de planerade policyförändringarna 2012.
Han har i flera uppmärksammade rättsfall även fått avtal mellan EU och USA om överföring av personuppgifter ogiltigförklarade.